# Asura rubricans
Asura rubricans là một loài bướm đêm thuộc phân họ Arctiinae, họ Erebidae.